# Laurentius Brodzenius
Laurentius Brodzenius, född omkring 1660 och död efter 1728, var en svensk politiker.
Brodzenis var godsförvaltare i Joakimvaara socken 1701-1709. Han överflyttade 1709 till Sverige och uppehöll sig mestadels som sekreterare i Stockholm. Av Gustaf Fredrik Lewenhaupt rekommenderades han hos Fredrik I och användes han honom vid riksdagen 1723 i stämplingarna för kungamaktens utvidgning och blev bondeståndets hemlige rådgivare. Sedan komplotten avslöjats ställdes han inför rätta av en kommission, och dömdes till fängelse på Karlstens fästning, där han avled.